# Nipleden
Nipleden är en 27 km lång vandringsled i Sollefteå kommun (Ångermanland), vilken formar en sluten slinga. Leden är tänkt att visa upp niplandskapet längs Ångermanälven och har stor variation i höjdled, även om det på en del platser finns alternativa sträckningar som håller sig i samma plan.

## Sträckning
Leden kan delas in i tre delsträckor, vilka i moturs riktning är: Sollefteå–Ed längs älvens norra sida, Ed–Österås på älvens södra/västra sida och norr om Faxälven, samt Österås–Sollefteå söder om de båda älvarna. Vid de tre delsträckornas ändar möter leden vanlig landsväg (i Österås på flera ställen), vilket förenklar byte till eller från bil eller landsvägsbuss; trafiken är dock gles, under skolloven extra så.

### Sträckan Sollefteå–Ed
Sträckan Sollefteå–Ed, vars södra ändpunkt ofta anges som Risön, sönderfaller i två delar med ganska olika karaktär. I den södra delen, som sammanfaller med sträckningen genom Sollefteå socken, växlar leden mellan att gå längs älvsstranden och att klättra upp för nipor; den sista backen (utför, om man färdas norrut) är synnerligen brant och vandraren kan där ta hjälp av ett fast monterat rep. Den norra delen genom Eds socken håller sig istället på i stort sett samma höjd nere vid älven och går mestadels längs Färjvägen.
I sin norra ända passerar leden nedanför (c:a 20 m ö.h.) Eds kyrka och hembygdsgård (c:a 45 m ö.h.), men det är lätt att nå upp till deras högre platå genom att fortsätta längs Färjvägen uppför backen när Nipleden viker av från denna. Nära sträckans ändpunkt vid Edsbrons norra fäste finns ett gravfält från järnåldern, med skyltning från leden.

### Sträckan Ed–Österåsen
Från Ed går leden över landsvägsbron Edsbron och på gamla byvägar ungefär en halv kilometer genom småorten Ön norra och Sand södra, längs Sandsbäckens nedre lopp. Därefter klättrar leden snabbt uppför Aspholmsnipan (från 20 m ö.h. till 70 m ö.h.) och följer sedan dess nipkant (som alltså ligger flera hundra meter från älven) någon kilometer söderut genom Öns by. Därefter viker leden västerut från nipkanten, passerar över järnvägen i en plankorsning utan bommar och följer sedan en skogsbilväg vidare söderut genom Ön. Vid denna punkt har leden nått upp till moränmark, och befinner sig alltså över det egentliga niplandskapet. Där vägen når fram till nybygget Västanberget i Österås by viker leden av uppför berget och når sin högsta punkt (c:a 200 m ö.h.) vid Stora Utsikten på Österåsen. Därifrån följer leden gångsystemet på Österåsen fram till själva huvudbyggnaden 175 m ö.h.

### Sträckan Österåsen–Sollefteå
Sträckan från Österås till Sollefteå är Nipledens äldsta och mest bevandrade. Från Österåsen ned till Tväråbron över Faxälven faller leden 150 m och möter landsväg tre gånger: vid Österåsens hälsohem (175 m ö.h.), vid järnvägskorsningen i Österås (75 m ö.h.) och nere i Oset på Faxälvens norra sida 20–35 m ö.h.; detta gör att man gärna flyttar sträckans startpunkt något närmare Sollefteå.
Söder om Faxälven går leden genom Granvågsnipornas naturreservat, passerar såväl Borgen som Svalnipan och klättrar upp på Rödskäggsnipan (men där finns en alternativ sträckning längs nipans fot). Efter naturreservatet passerar leden utloppet från Hjälta kraftverk och följer i Granvåg huvudsakligen älvsstranden. Den sista sträckan fram till Sollefteå tätort är dock mera kuperad, då leden återigen klättrar upp på nipor och ned i bäckravinerna dem emellan. Genom tättbebyggt område följer leden Skärvstavägen (gamla infarten till Sollefteå, i Storgatans förlängning) och gångvägar.